# Dampfmaschine Kuhn No. 100

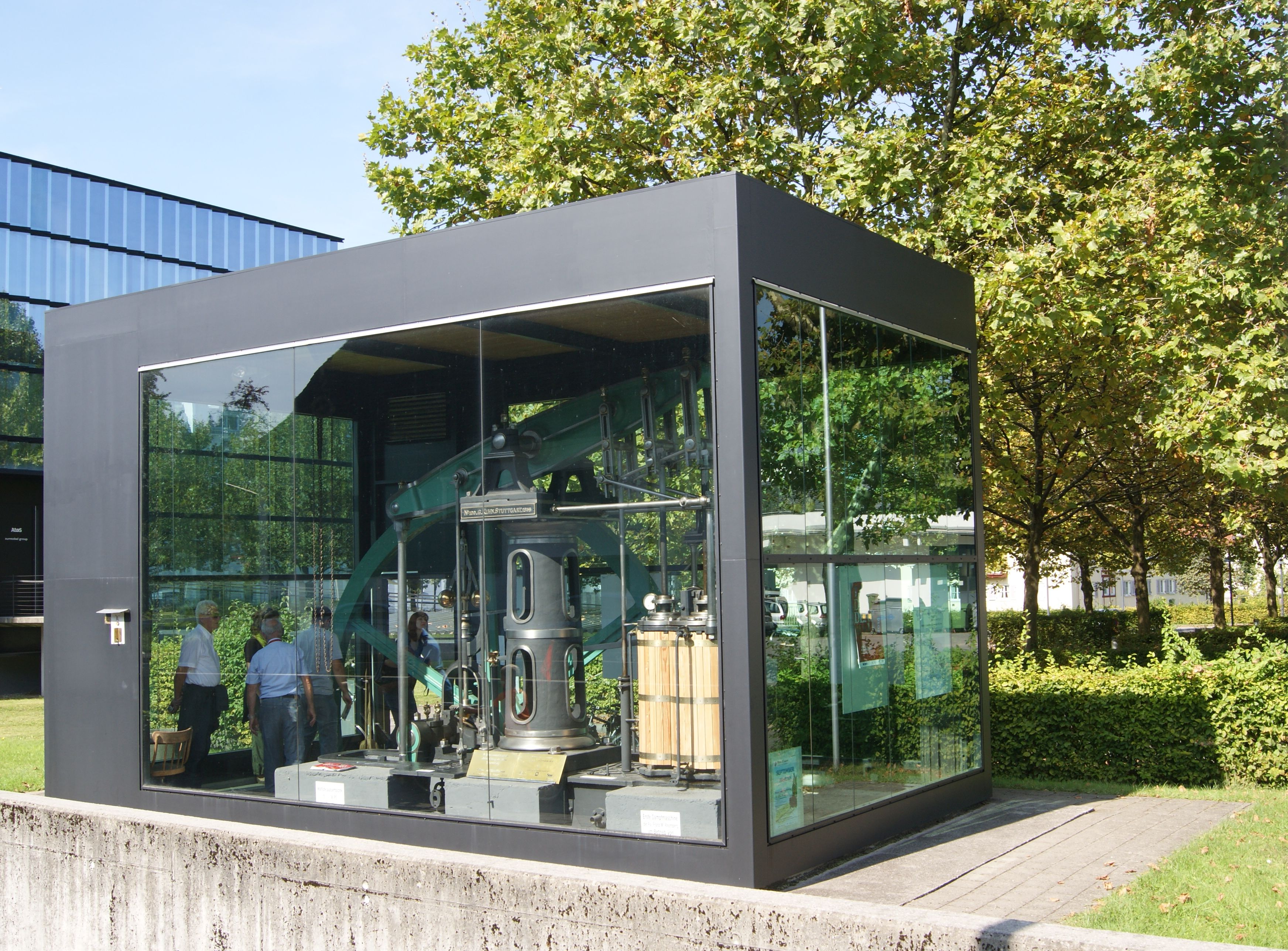
Woolfsche Balanciermaschine der Fa. G Kuhn aus dem Jahr 1858 – Außenansicht

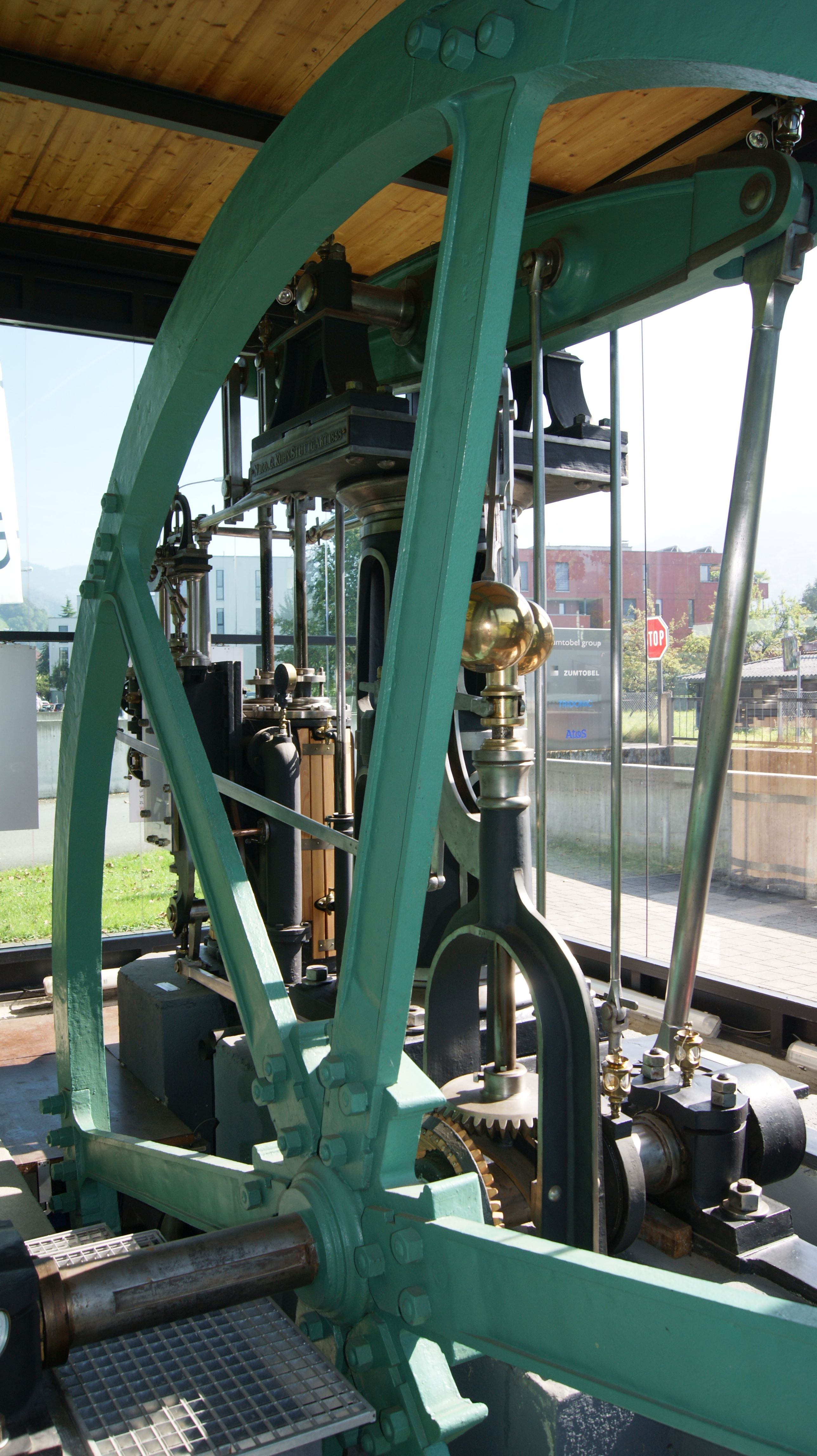
Detailansicht

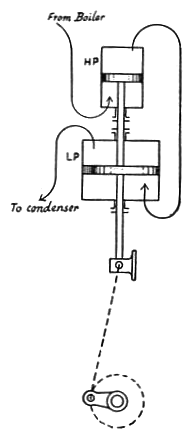
Symbolische Darstellung mit zwei Kolben in Serie auf einer Kolbenstange

Die  Dampfmaschine Kuhn No. 100 wurde 1858 von der Firma G. Kuhn in Stuttgart für die Fa. Franz M. Rhomberg gebaut. Sie war die erste Dampfmaschine der Fa. Franz M. Rhomberg und in diesem Textilunternehmen von 1858 bis 1921, als Ergänzung zu der aus dem Müllerbach (Dornbirn) gewonnenen Wasserkraft, in Betrieb (63 Jahre).
Die Dampfmaschine steht seit dem Jahr 2000 unter Denkmalschutz. Es handelt sich in Österreich um die letzte Dampfmaschine dieser Art und diese ist vollständig mit Fliehkraftregler und Parallelogramm erhalten.

## Bauform der Dampfmaschine Kuhn No. 100
Die  Woolfschen Balanciermaschinen, wie die Dampfmaschine Kuhn No. 100, war eine sehr verbreitete und bewährte Dampfmaschine im 19. Jahrhundert. Die Dampfmaschine Kuhn No. 100 in Dornbirn hat die klassische, schon von Woolf so angeordneten Zylinder nebeneinander und beide auf einer Seite des Balancierers. Beide Kolben und Kurbelstangen arbeiten bei dieser Bauform gleichtaktig und im gemeinsamen Verbund. Der Balancierer dient zur Übertragung der geradlinigen Kolbenbewegung über die Schubstange und Kurbel auf das Schwungrad (Drehbewegung). Die weiteren am Balancierer angebrachten Stangen dienen der Regelung der Maschine (z. B. für den Hickschen Schieber für die Kolbensteuerung).
Die wesentlichsten Nachteile dieser Bauform sind:
- die aufwendige Fundierung,
- der signifikant größere Raumbedarf als bei späteren liegenden Dampfmaschinen bzw. noch später stehenden Maschinen mit oben sitzenden Zylindern und unten liegender Kurbelwelle,
- die aufwendige Konstruktion des Balancierers und
- die im Verhältnis geringen möglichen Umdrehungszahlen.

## Technische Daten der Kuhn No. 100
Es handelt sich bei dieser Dampfmaschine um eine kleine Ausführung einer ortsfesten, zweizylindrigen, stehenden Expansions-Kolbendampfmaschine:
- Baujahr: 1858;
- Montagejahr: 1858;
- Standort: Schmelzhütterstrasse, Dornbirn
- Funktion: Kraftübertragungen über Transmissionen in der Weberei der Fa. F. M. Rhomberg, Dornbirn;
- Leistung: ca. 12 bis 36 PS (9 bis 26 kW);
- Dampfdruck: 3,5 bis 5,5 atü (4,413 bis 6,374 bar);
- Drehzahl ca. 35/min;
- Hochdruckzylinder:
  - Durchmesser 255 mm;
  - Hub 677 mm;
  - Zylinderinhalt 33,21 l;
- Niederdruckzylinder:
  - Durchmesser 435 mm;
  - Hub 900 mm;
  - Zylinderinhalt 133,68 l;
- Verhältnis Nutzvolumen Niederdruck- zu Hochdruckzylinder 1:4
- Gewicht Hochdruck- und Niederdruckzylinder: 2,5 Tonnen
- Gewicht Schwungrad: 3 Tonnen
- Gewicht Balancierer: 2,5 Tonnen.

## Sanierung
Die Dampfmaschine Kuhn No. 100 in Dornbirn wurde 2002 bis 2005 vom Vorarlberger Technischen Verein (VTV), Arbeitsgruppe „Dampfmaschine“, durch Adolf Gstöhl und Walter Bröll, mit begleitender Unterstützung des Bundesdenkmalamtes fachgerecht in etwa 4000 Arbeitsstunden restauriert.
Zu Demonstrationszwecken kann die Dampfmaschine von Interessierten über einen Elektromotor eingeschaltet werden.